# كعكة الأوبرا
كعكة الأوبرا (بالفرنسية: Gâteau opéra)‏ هي كعكة فرنسية، مصنوعة من طبقات من كعكة اللوز الإسفنجية المعروفة باسم جكند منقوعة في شراب القهوة ، مغطاة بطبقة من الغَناش والقهوة أو قشدة الزبدة الفرنسية ومغطاة بطبقة من الشكلاطة. نشأ اسمها من طبقات تشبه مستويات دار الأوبرا.
وقِيل: هي كعكة إسفنجية من اللوز محشوة بالقهوة والشوكولاتة ومثلجات. وتكتب كلمة Opera أيضًا فوق طلاء الشكلاطة. تضاف أحيانًا أوراق الذهب الصالحة للأكل إليها.